# Thaumatomyrmex
Thaumatomyrmex (лат. , от др.-греч. θαυμᾰτός μύρμηξ «удивительный муравей») — род муравьёв (Formicidae) из подсемейства Ponerinae.

## Распространение
Неотропика, от Мексике до Бразилии, включая Кубу и другие Карибские острова.

## Описание
Среднего и мелкого размера муравьи (длина около 3,3 — 5,0 мм) чёрного цвета, гнездящиеся в почве с необычными капканообразными изогнутыми с длинными зубцами мандибулами. Настоящие самки неизвестны, описаны гамэргаты (репродуктивные рабочие), которые известны как минимум у двух видов (T. atrox и T. contumax).
Специализированные охотники на многоножек отряда Кистевики (Polyxenida). Фуражировка индивидуальная в лесной подстилке. Муравьи сначала захватывают жертву челюстями, а потом парализуют её своим ядовитым жалом.

## Систематика
Более 10 видов. В разные годы включался в разные трибы : Ectatommini, Ponerini, Cylindromyrmicini, и в свою монотипическую трибу Thaumatomyrmecini Emery, 1901. В результате молекулярно-генетических исследований (Schmidt & Shattuck, 2014) предложено включить род в состав трибы Ponerini.
- Thaumatomyrmex atrox Weber, 1939
- Thaumatomyrmex bariay Fontenla Rizo, 1995 — Куба[4]
- Thaumatomyrmex cochlearis Creighton, 1928 — Куба[5]
- Thaumatomyrmex contumax Kempf, 1975
- Thaumatomyrmex ferox Mann, 1922
- Thaumatomyrmex mandibularis Baroni Urbani & De Andrade, 2003
- Thaumatomyrmex manni Weber, 1939
- Thaumatomyrmex mutilatus Mayr, 1887
- Thaumatomyrmex nageli Urbani & de Andrade, 2003[6]
- Thaumatomyrmex paludis Weber, 1942[7]
- Thaumatomyrmex soesilae Makhan, 2007[8]
- Thaumatomyrmex zeteki Smith, 1944